# Darren Shahlavi
Darren Majian Shahlavi (1972. augusztus 5. – 2015. január 14.) angol színész, harcművész és kaszkadőr. Legismertebb szerepe Taylor „Tornádó” Milos a 2010-es Ip Man 2. című filmből.
Shahlavi elsősorban a rosszfiú-szerepeiről ismert, olyan harcművészeti filmekben, mint például a Bloodmoon és a Tai Chi Boxer. A The Techno Warriors ázsiai filmsorozatban, valamint a Hostile Environment, Sometimes a Hero és a Legion of the Dead amerikai filmekben szerepelt.
Utolsó éveiben Shahlavi megjelent olyan nagy költségvetésű filmekben, mint a 300 és a Watchmen: Az őrzők, illetve több Uwe Boll-filmben szerepelt színészként és kaszkadőrként.

## Élete
1972. augusztus 5-én született iráni bevándorló szülőktől Stockportban (Anglia). Vezetékneve perzsa eredetű. Hétéves korában kezdett cselgáncsozni egy bérelt színházban, ahová mindig korábban érkezett, hogy megnézze a színészek munkáját. Miután felfedezte Bruce Lee és Jackie Chan filmjeit, mindig is arról álmodott, hogy akciófilmekben szerepelhessen. 14 éves korában kezdte a sótókan karate-edzést Dave Morris mester és Horace Harvey irányítása alatt; majd később boksz, kick-box és thai boksz-kiképzést kapott Thohsaphol Sitiwatjana edzőtermében, Manchesterben.
16 éves korában kezdett színészkedni, az 1990-es évek elején felkeltette Bey Logan hongkongi akciófilm-szakértő figyelmét. Logan a Tai Chi Boxer című DVD-n úgy nyilatkozott, Shahlavi sok időt töltött Logan otthonában, Logan személyes gyűjteményéből harcművészeti filmeket nézett, tanulmányozott és másolt le. A Persian Mirror interjúján Shahlavi megemlítette, hogy Logan egy külön forgatókönyvet írt neki, ezért Malajziába ment. Érkezésekor azonban nyilvánvalóvá vált, hogy nincs elegendő pénz a projektre, emiatt Logan partnere, Mark Houghton kaszkadőrnek készítette fel Shahlavit. Shahlavi később Hongkongba költözött, hogy ott folytathassa színészi karrierjét.

## Filmes pályafutása
Miután az 1990-es évek közepén Hongkongba költözött, Shahlavit a híres koreográfus és rendező, Jűn Vó-pheng fedezte fel, aki Jacky Wu ellenfelének szerződtette le Tai Chi Boxer című filmhben. Abban az időben Shahlavi egy szórakozóhelyen dolgozott kidobóként és testőrként.
A Tai Chi Boxer Hongkongban történő megjelenése után a Seasonal Films Corporation főnöke, Ng See-yuen és Tony Leung Siu-hung rendező meglátta a lehetőséget Shahlaviban, és szerződtették a hongkongi–amerikai koprodukcióban készült Bloodmoonhoz (1997).

## Halála
2015. január 14-én Shahlavit 42 éves korában, álmában érte a halál, érszűkület okozta szívroham végzett vele.

## Filmográfia

### Filmek
- The Turbulent Affair (1991)
- Hero's Blood (1991)
- Guns & Roses (1993)
- All New Human Skin Lanterns (1993) – Baggio
- Halálos célpont (1994)
- Angel on Fire (1995)
- Only the Strong Survive (1995)
- Sixty Million Dollar Man (1995) – Testőr
- Guardian Angels (1995) – Gengszter
- A sárkány árnyéka (1996) – Smith
- Bloodmoon (1997) – Gyilkos
- Ninja Ka Badla (1998) – Twister
- Lethal Combat (1999) – Twister
- Hostile Environment (1999) – Rocky
- G.O.D. (2001) – Bérgyilkos
- Holtak légiója (2001) – Peter
- Xtreme Warriors (2001)
- Én, a kém (2002) – Cedric Mills
- Gengszterháború (2003) – Russ Fortus
- Beyond the Limits (2003) – Dennis
- Diliwood (2004) – Johnny Stompanato
- Nyári vihar (2004) – Jimmy Ward
- Egyedül a sötétben (2005) – John Dillon
- BloodRayne – Az igazság árnyékában (2005) – Priest
- Slither (2006) – Brenda's Husband
- 300 (2006) – Persian
- A király nevében (2007) – Gatekeeper
- Támadás a Föld ellen (2007) – Kaylor
- Watchmen: Az őrzők (2009) – NY SWAT
- Ip Man 2. (2010) – Taylor "Tornádó" Milos
- Született pusztító (2010) – Costel
- A lány és a farkas (2011) – Sabre Man
- Speciális alakulat (2011) – Storato
- Halálos célpont (2013) – Devon
- Tengerészgyalogos 3. (2013) – Cazel
- Halálos meló (2015) – Goran
- Holnapolisz (2015) – Tough testőre
- Kickboxer: A bosszú ereje (2016) – Eric Sloane

### Televíziós sorozatok
- The Final Cut (2004) – Karim
- The Survivors Club (2004) – Eddie Como
- 1-800-Missing – Intelligence Officer in the episode We Are Coming Home in 2005
- Merlin's Apprentice – Chester in 2006
- Reaper – Dash Ariell in Magic in 2007
- Bionic Woman – Machete in the episode Faceoff in 2007
- Intelligence – Sam in 2 episodes in 2007
- Sanctuary – Génrejtek – Ennis Camden in the episode Warriors in 2008 and Jason in the episode Pavor Nocturnus in 2009
- Smallville (2009) – Mexican thug in the episode Echo
- Tökéletes célpont – Eladio Lopez in the episode A Problem Like Maria
- Metal Hurlant Chronicles (2011) – Adam in the episode King's Crown
- Mortal Kombat: Legacy (2011) – Kano
- Aladdin and the Death Lamp (2012) – Aladdin
- Igazságosztók (2012) – Bohan Popovich (3 epizód)
- A zöld íjász (2012) – Constantine Drakon in Pilot
- Borealis (2013) – Szergej
- Big Thunder (2013) – Clyde
- Survival Code (2013) – Szergej
- High Moon (2014) – Indián bérgyilkos

### Videójátékok
- Medal of Honor (2010) as Tier 1 Operator

### Kaszkadőri munkák
- The Turbulent Affair (1991)
- Hero's Blood (1991)
- Angel on Fire (1995)
- Gengszterháború (2003) – kaszkadőr koordinátor
- Beyond the Limits (2003) – kaszkadőr koordinátor
- Riddick – A sötétség krónikája (2004) – Colm Feore dupla kaszkadőre
- Penge – Szentháromság (2004)
- 300 (2006) – kaszkadőr
- Éjszaka a múzeumban (2007) – Római kaszkadőr színész
- A király nevében (2007) – Ray Liotta dupla kaszkadőre
- Postal (2007) – kaszkadőr játékos
- Éjszaka a múzeumban 2. (2009) – Római századi kaszkadőr színész
- Füstölgő ászok 2: Bérgyilkosok bálja (2010)
- Végrehajtók (2010)
- Beépített múlt (2010) – a kaszkadőri színész, mint mexikói rendőr
- Mission: Impossible – Fantom protokoll (2011)